# グレッグ・ブロックマン
グレッグ・ブロックマン（Greg Brockman）は、アメリカ合衆国の起業家、投資家、ソフトウェア開発者。OpenAIの社長。ストライプの元CTO、OpenAI共同創業者。

## 来歴
ノースダコタ州トンプソン出身。レッド・リバー・ハイスクールに通っていた時にハーバード大学かスタンフォード大学で数学、物理学、化学、コンピューターサイエンス、哲学のいずれかを学ぶことを検討していた 。その後ハーバード大学に入学したが、わずか1年後に中退しマサチューセッツ工科大学に転校したが、数ヶ月で退学した。
2006年、国際化学オリンピックで銀メダルを獲得し、1973年以来リジェネロン・サイエンス・タレント・サーチに参加したノースダコタ州出身の初のファイナリストとなった。2007年にはCanada/USA Mathcampに参加し、数学の才能ある高校生のための夏期プログラムを受けた。
2010年、MITの同級生だったパトリック・コリソンとその弟であるジョン・コリソンらによって設立されたストライプに入社。2013年にストライプ初のCTOに就任し、従業員数を5人から205人までに増やし、同社を成長させた。2015年5月をストライプをもって退社した。
2015年12月にサム・アルトマン、イリヤ・サツケバーらとOpenAIを共同設立し、CTOに就任した。OpenAI GymやOpenAI Five、Dota 2 botなど、OpenAIの初期に様々な著名なプロジェクトを主導した。
2019年2月にOpenAIはGPT-2と呼ばれる大規模言語モデルを開発したと発表したが、悪用の可能性を懸念したため非公開としていた。最終的には、2019年5月までにスタンスを修正した上で段階的にリリースする計画を発表し、数か月間にわたってGPT-2のより強力なバージョンが順次リリースされた。
2023年3月14日、ジェネレーティブAIのモデルとしてGPT-4を発表した。
2023年11月17日、OpenAIのCEOだったアルトマンの退任に伴い、ブロックマンは取締役会から解任されると報告されていたが、同社にとって極めて重要な人物であることから、CEO直属として同社に留任する予定だった。その後、ブロックマンも自身のXにて退任することを発表した。
2023年11月20日、マイクロソフトCEOのサティア・ナデラはブロックマンとアルトマンが同社に入社し、AI研究チームを率いることを発表した。同月22日、OpenAIはアルトマンが同社CEOとして復帰すると発表し、ブロックマンもOpenAIに復帰した。

## 人物
2019年11月にアンナと結婚した。